# Ademar de Monteil
Ademar o Ademaro de Monteil (en francés: Adhémar de Monteil) (¿? – Antioquía, 1 de agosto de 1098), fue obispo de Le Puy de 1077 a 1098 y uno de los principales personajes de la Primera Cruzada.
Miembro de una familia noble de la región de Valence, en Francia, se hizo obispo de Le Puy en 1077 y realizó una peregrinación a Oriente en 1086-1087. Aguerrido defensor e implantador de la reforma gregoriana, dio pruebas de gran entusiasmo por la idea de la cruzada de 1095 lanzada por el papa Urbano II en el Concilio de Clermont, quien estaba aconsejado por Ademar antes del concilio.
Fue entonces nombrado legado apostólico e indicado para liderar la cruzada, acompañando a Raimundo IV de Tolosa. En verdad el papa encaraba la cruzada como una expedición religiosa, por lo que su obispo sería teóricamente el verdadero líder. Mientras Raimundo y los otros nobles entraban frecuentemente en conflicto entre sí por la autoridad militar de la cruzada, Ademar fue siempre reconocido como el líder espiritual.
De camino a Levante, Ademar fue herido por mercenarios bizantinos durante algunas escaramuzas con las fuerzas imperiales, pero llegó a la capital en abril de 1097. Negoció con Alejo I Comneno en Constantinopla, restableció alguna disciplina entre los cruzados en Nicea, y tuvo un papel crucial en la batalla de Dorilea. Fue también de una ayuda inestimable en la moral de las fuerzas cruzadas durante el cerco de Antioquía mediante varios ritos litúrgicos, incluidos ayunos y la observancia de los días santos.
Después de la toma de Antioquía en 1098, y del subsiguiente cerco por el musulmán Kerbogha de Mosul, Ademar organizó una procesión por las calles y mandó cerrar los portones de la ciudad, para que los cruzados, muchos de los cuales estaban llenos de pánico, no pudieran desertar. Fue extremadamente escéptico del descubrimiento de la Lanza Sagrada (la que habría penetrado en el flanco de Jesucristo en la cruz) por el monje Pedro Bartolomé, especialmente porque tenía conocimiento de haber otra Santa Lanza en Constantinopla; sin embargo, dejó al ejército cruzado creer en la legitimidad de la reliquia por la mejora de la moral que provocaba.
Cuando Kerbogha fue derrotado, Ademar organizó un concilio para intentar resolver las disputas de los nobles, pero murió el 1 de agosto de 1098, víctima de una epidemia desconocida, probablemente tifus, pero posiblemente también peste o cólera. Su muerte dejó un vacío en el liderazgo de los cristianos ya que, amigo y enviado del papa, era el único líder de autoridad incontestada. Las disputas entre los nobles continuaron, y la marcha sobre Jerusalén fue atrasada durante algunos meses.
Sin embargo, la infantería, compuesta por las clases bajas, continuó al pensar en Ademar como su líder. Algunos llegaron a afirmar que habían sido visitados por su espíritu durante el cerco de Jerusalén, y afirmaron que este les había ordenado la realización de una procesión alrededor de las murallas de la Ciudad Santa. Efectivamente, esta fue realizada y Jerusalén fue tomada por los cruzados en 1099. Ademar nunca intentó imponer la supremacía de la Iglesia católica sobre la Iglesia ortodoxa y su muerte hizo aumentar la distancia entre Roma y Constantinopla.